# Lago Hof (Satow)
El lago Hof (en alemán: Hofsee) es un lago situado en el distrito de Llanura Lacustre Mecklemburguesa, en el estado de Mecklemburgo-Pomerania Occidental (Alemania), a una altitud de 90.3 metros; tiene un área de 12.7 hectáreas.
Se encuentra ubicado junto a la ciudad de Satow.